# Onyinyechi Mark
Onyinyechi Mark (5 de julio de 2001) es una deportista nigeriana que compite en levantamiento de potencia adaptado. Ganó una medalla de oro en los Juegos Paralímpicos de París 2024, en la categoría de –61 kg.

## Palmarés internacional
| Juegos Paralímpicos | Juegos Paralímpicos | Juegos Paralímpicos | Juegos Paralímpicos |
| Año                 | Lugar               | Medalla             | Categoría           |
| ------------------- | ------------------- | ------------------- | ------------------- |
| 2024                | París (Francia)     | Medalla de oro      | –61 kg              |